# Lasse von Hertzen

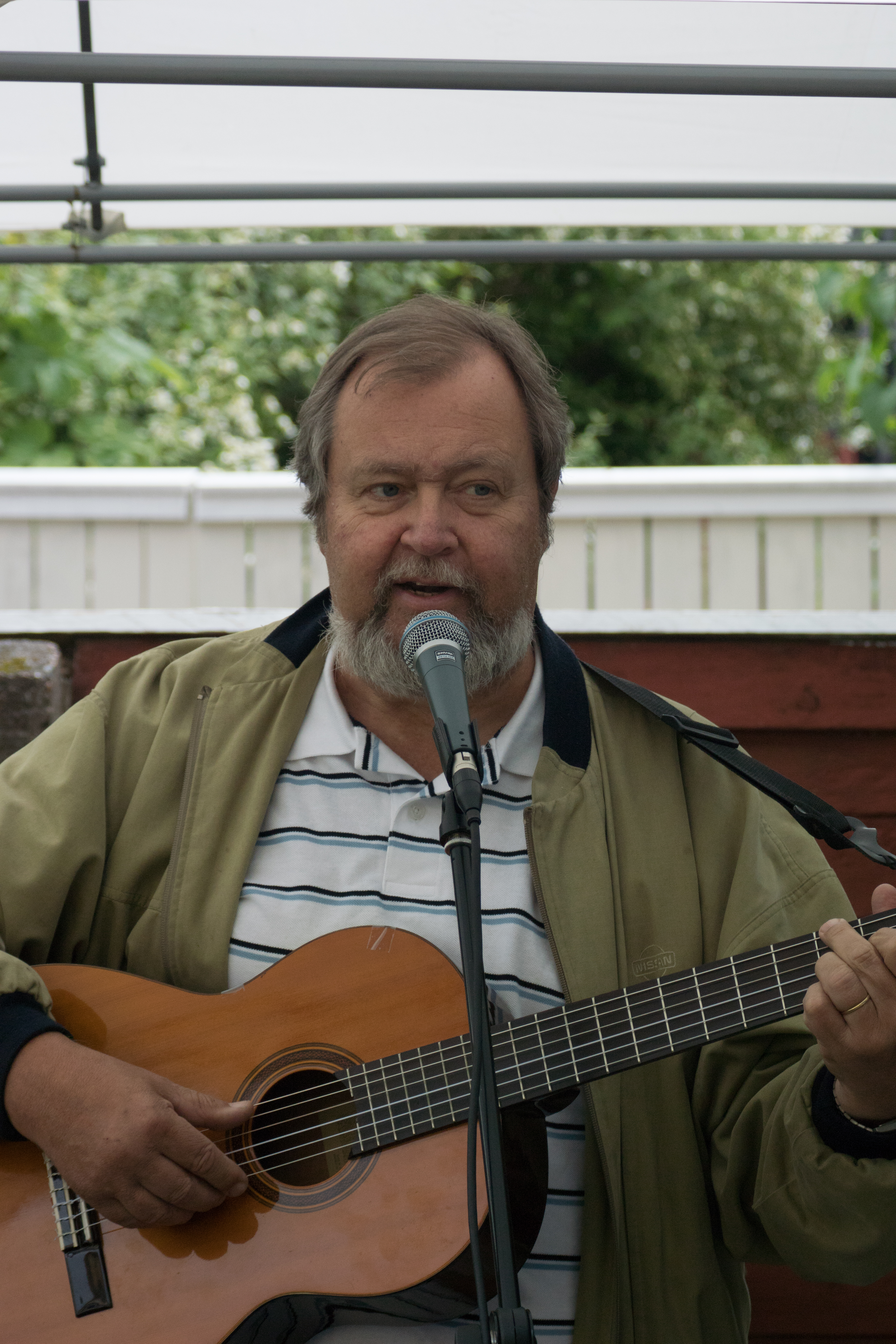
Lasse von Hertzen

Lars (Lasse) Magnus Knutsson von Hertzen, född 26 maj 1949 i Helsingfors, är en finländsk musiker och trubadur. 
Lasse von Hertzen, som även arbetar som försäkringstjänsteman, har sedan 1960-talet varit verksam som musiker inom en rad genrer. Han blev 1964 medlem av popgruppen The Roosters (där han främst var basist), tillsammans med bland andra brodern Hasse von Hertzen och senare Cay Karlsson. Under 1970-talet turnerade von Hertzen med Viktor Klimenko, i vars orkester han spelade basbalalaika, och var från 1975 även medlem av gruppen Cumulus. 
Under senare år har von Hertzen blivit känd som en mångsidig vissångare och tonsättare. Han har i flera egna låtar, till exempel Bromarfvalsen, besjungit Nylands skärgård. Han har gett ut en rad musikalbum och gjort framträdanden i Finland och Sverige, ofta tillsammans med hustrun Päivi Paunu.